# 乌沙科夫海军上将级岸防战列舰
乌沙科夫海军上将级岸防战列舰（俄语：Броненосцы береговой обороны типа «Адмирал Ушаков»），或者谢尼亚文海军上将级岸防战列舰（俄语：Броненосцы береговой обороны типа «Адмирал Сенявин»），是俄羅斯帝國海軍在十九世纪末至二十世纪初建造的一级3艘岸防战列舰。本级采用低干舷外形，吃水浅，故此有“熨斗船”的外号；设计目的是作为近岸炮击，根本就没打算用来远航。尽管如此，本级3舰全部于日俄战争期间加入了俄国第二太平洋舰队，参加了从波罗的海到日本海的远征，并在对马海峡海战中与日本海军作战。其中乌沙科夫海军上将号力战不敌沉没；另两艘则随队向日军投降，并为日本海军所接收。

## 设计与概述

### 项目立项
1889年8月，俄国海军开始了岸防战列舰项目，由海军部尼科莱·马特韦耶维奇·齐哈乔夫海军中将负责。本计划参考了法国1885-1889年期间为希腊海军建造的海得拉级岸防战列舰：海得拉级标准排水量4810吨，装备3门270毫米炮、5门150毫米炮，水线装甲带300毫米，航速17节。同时俄国海军部也要求本级舰必须能抗衡波罗的海的对手，比如德国的齐格弗里德级和瑞典的斯维亚级。
1889年9月初，海洋技术委员会提交了由埃拉斯特·叶夫根尼耶维奇·古利亚耶夫设计的计划草案，计划排水量4000吨，装备2座双联装229毫米火炮，水线防护229毫米，航速15节。该计划经评审后，认为需要继续改进。
10月份海洋技术委员会再度提交了更多报告，包括305毫米主炮和305毫米装甲。1890年5月13日（俄历5月1日），海洋技术委员会提交了《波罗的海4200吨战列舰相关要目的初步计算》的文件，该计划书拟对水线装甲和炮塔采取双层装甲板设计。
此后海洋技术委员会转为进行远洋战列舰的设计工作，因此岸防战列舰项目的设计停顿了数个月，直到1891年春才重新启动。新设计恢复为两座双联装229毫米主炮，以及4门120毫米副炮，同时取消了第二装甲带。1891年6月21日（俄历6月9日），海洋技术委员会对该设计进行了讨论，齐哈乔夫同意了该设计，不过要求减去一些防护以将速度提升至16节。6月25日（俄历6月13日），该方案得到阿列克谢·亚历山德洛维奇大公的批准，预计建造两艘，同时要求将原计划的120毫米副炮替换成新式的法国加奈152毫米速射炮。7月有关方面批准了本级两艘的建造，同时开始绘制施工图纸以及制作1:48模型。11月1日（俄历10月20日），有关方面在进行了一些修改后（取消搭载水雷，而改为加大152毫米炮弹药量），批准了方案，并将方案移交给造船和后勤总署，由其敲定合同承包商。
1892年6月7日（俄历5月26日），在一次包括了炮术和造船军官的联席会议上，海洋技术委员会提出修改方案，将原定的229毫米主炮替换成更大口径的254毫米炮，同时维持载弹量不变（即依然是每门炮50发炮弹）。因为提案只是增加了39.3吨排水量，齐哈乔夫认为可以接受，于是同意了这一修订。可是更重的火炮，以及配套的更重的225.5公斤炮弹，加上采用了全封闭炮塔而非开放式炮廓，使得全舰实际增重超过了200吨。1893年3月28日（俄历3月16日），海洋技术委员会提议削减10%的水线装甲厚度，同时将装甲板替换成更轻一些的标号。管理层否决了这一提议，而是要求将152毫米副炮重新换回更轻一点的120毫米炮，这样可以节约37.3吨重量。海洋技术委员会没有反对这一建议。
由于本级前两艘的超重问题，在建造3号舰时，俄方再次修改了配置，将后部主炮塔改为单装254毫米炮，以进一步减轻重量。

### 后续计划
1895年3月，俄国通过了一个七年造舰计划，其中决定到1902年为止，还要再继续建造4艘本级岸防战列舰。1899年，这一计划与1898年提出的远东造舰计划合并，因此本级的后续舰计划除了一艘之外也都全部取消，而改成建造新的驱逐舰。
海洋技术委员会1897年10月提出了新的改进方案，改进的项目点包括增设船艏楼以改善适航性，将舰艏炮塔前移，增加倾斜装甲甲板，以及增加备弹数量。原本还预计要将原本的老式锅炉替换成更新式的贝尔维尔水管锅炉，然而相关部门认为需要保持相近舰艇的技术一致性，而且对于这种岸防战列舰来说16节的航速已经足够，因此锅炉问题维持原样。
1899年4月，亚历山大·米哈伊洛维奇大公提出了一系列的草案，设计为舰队正规战列舰、岸防战列舰以及装甲巡洋舰装备单装203毫米主炮。海洋技术委员会驳回了其中两份草案，惟有其中一项得以在新海军部船厂开工建造，即后来的狄安娜号。1900年1月19日（俄历1月7日），有关方面决定在3月份开工建造一艘新的岸防战列舰，设计指标为标准排水量5985吨，长103.6米、宽18.0米、吃水5.2米；6门45倍径203毫米炮（4门安装在两座双联装炮塔内，2门单装），8门50倍径75毫米炮、8门47毫米炮、4挺7.62毫米机枪，6具鱼雷发射管（水上4具、水下2具）；防护为178-102毫米侧舷装甲，51毫米倾斜装甲甲板，炮塔152毫米，司令塔72毫米；7000马力，12座贝尔维尔锅炉或者16座尼古拉锅炉，最大航速16节。
新舰预定的名字为“布塔科夫海军上将号”，用以纪念俄国装甲舰队的创始人格里高利·伊万诺维奇·布塔科夫海军上将。造船和后勤总署为新舰划拨了10万卢布的建造费用。不过1900年9月27日（俄历9月14日），海军部将相关款项转到1898年计划的大型舰艇项目上，而暂停了新舰的建造，之后更是取消了这一项目。项目取消时，新海军部船厂已经差不多完成了新舰的龙骨铺放作业，项目经费也已经用掉了5419.16卢布。

### 舰型
本级舰体全长86.4米，宽15.9米，吃水深5.2米，设计排水量4126吨，前两舰均有比较严重的超重问题。舰体采用双层船底，舰身由5道水密舱壁隔成6个水密隔舱。舰体安装有撞角，并因应撞击战术而对舰体进行了加强。
本级舰安装了两台直立三段膨胀式蒸汽机，额定功率2500匹马力。然而三舰的供应商各不相同，乌沙科夫海军上将号为英国“莫斯利，松斯和菲尔德公司”（俄语：Модсли, сонс энд Филд），谢尼亚文海军上将号为英国“汉弗莱-特南特公司”（俄语：Хамфрис Теннант энд Ко），而最后的阿普拉克辛海军大将号则是由一家法俄合资公司提供，因此三舰实际出力也有比较大差别。两台蒸汽机由4座圆形火管锅炉提供动力，推动两根推进轴。
全舰有10个煤舱，共可存煤240吨，最大载货量400吨。最大装载量时以10节航速，航程可以达到2400海里。
此外，舰上还安装有6台蒸汽驱动的水压机，2台用于操作主炮，4台用于消防水泵。
本级舰定员军官20人，水兵385人。

### 火力

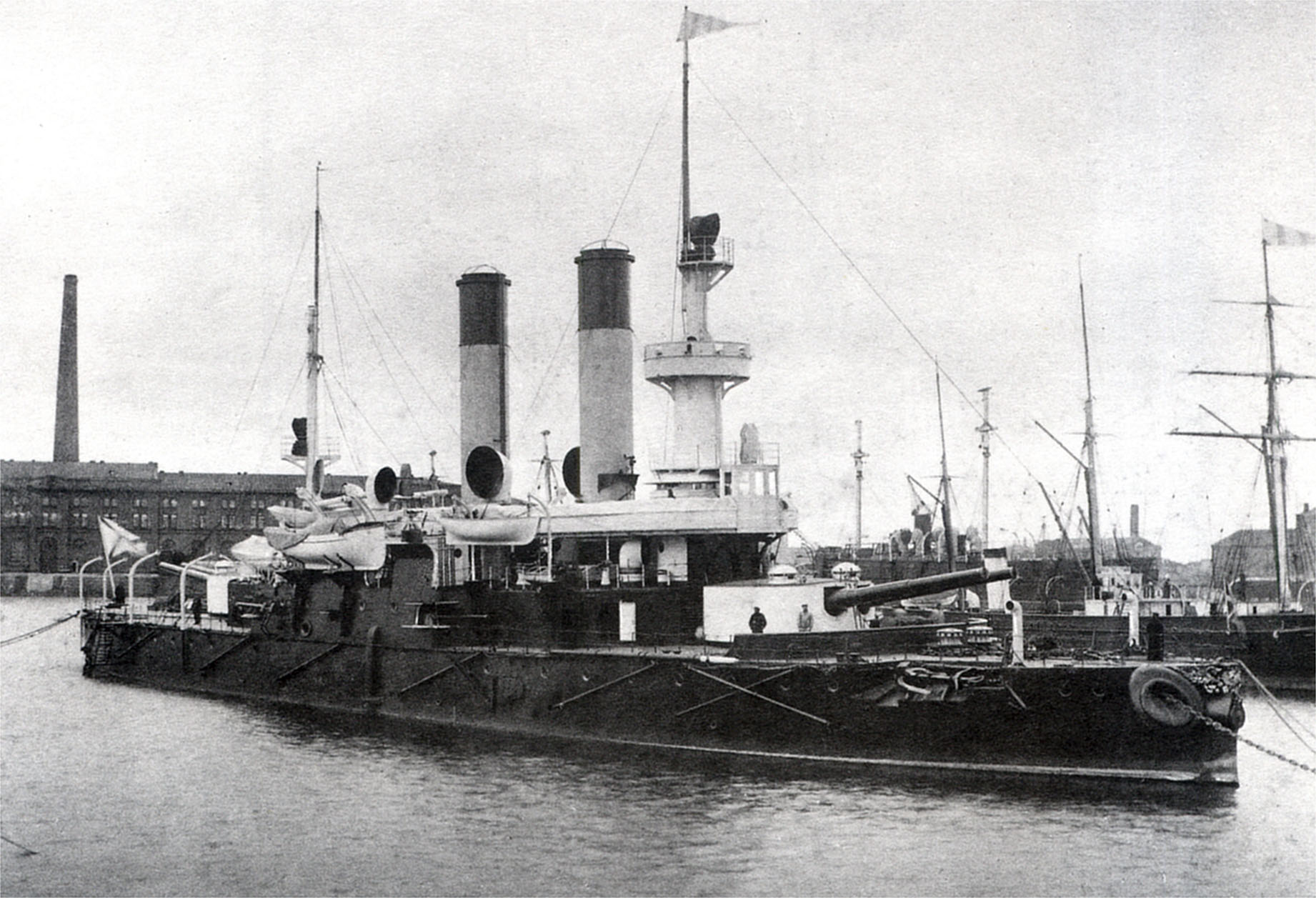
首舰乌沙科夫海军上将号，摄于1897年。图中可以看到两座254毫米炮塔和右舷的120毫米炮。

本级舰装备了45倍径254毫米火炮作为主炮。这款火炮研制于1891-1892年，主要用于大型水面舰艇和海岸炮台。最大仰角15度，最大射程1万1668米。全舰备弹量198发，包括120发225.5公斤钢质穿甲弹和爆破弹，48发老式铸铁弹，以及30发训练弹。
3号舰则安装了更先进的电传动炮塔，最大仰角达到35度。但由于重量更大，为了节省重量，3号舰后部炮塔依旧采用与前两舰类似的设计，而且只安装一门炮。
副炮为法国加奈公司40倍径120毫米炮，安装在舰桥的四个角落。最大仰角20度，最大射程1万米。使用20.4公斤铸铁开花弹，备弹780发。副炮都没有防护。
舰上的轻型火力包括6门47毫米炮（3号舰为10门），12门37毫米炮。鱼雷武器为4座381毫米旋转鱼雷发射架，鱼雷为1889年制式，重429.4公斤，战斗部为81.8公斤，射程550米。

### 装甲
本级舰前两舰采用了斯塔列克列夫装甲（俄语：сталеникелевой брони），舷侧装甲带长度为53米，高2.1米，其中有1.2米没入水下。主装甲带厚度254毫米，两端减少为203毫米，下部装甲带厚度为127毫米。司令塔前部装甲为203毫米，后部为152毫米。甲板和中部则是25毫米厚的装甲甲板。本级3号舰（阿普拉克辛海军大将号）则采用了性能更优秀的哈维渗碳装甲，主装甲带厚度也随之减少到216毫米，两端则为165毫米。
火炮方面，炮座和炮塔垂直部分的防护水平为178毫米，顶盖则是38毫米。

## 同级舰
| 舰名                 | 建造厂家             | 起工           | 下水          | 服役      |
| -------------------- | -------------------- | -------------- | ------------- | --------- |
| 乌沙科夫海军上将号   | 圣彼得堡新海军部船厂 | 1892年11月3日  | 1893年11月8日 | 1895年2月 |
| 谢尼亚文海军上将号   | 圣彼得堡波罗的造船厂 | 1892年8月2日   | 1894年8月22日 | 1896年    |
| 阿普拉克辛海军大将号 | 圣彼得堡新海军部船厂 | 1894年10月24日 | 1896年5月12日 | 1899年    |

## 简历

### 俄国海军服役期间
1892年初，俄国海军正式下达本级两艘的订单。两舰分别于同年6月（波罗的海船厂）和7月（新海军部船厂）开始做前期准备工作。1892年9月6日（俄历8月24日），海军部呈递给沙皇亚历山大三世五个候选舰名：“列福尔特海军上将号（俄语：Адмирал Лефорт）”，“奥尔洛夫-切斯缅斯基伯爵号（俄语：Граф Орлов-Чесменский）”，“克罗文海军上将号（俄语：Адмирал Кроун）”，“乌沙科夫海军上将号”以及“谢尼亚文海军上将号”。沙皇最终为两舰选择了最后两个名字。

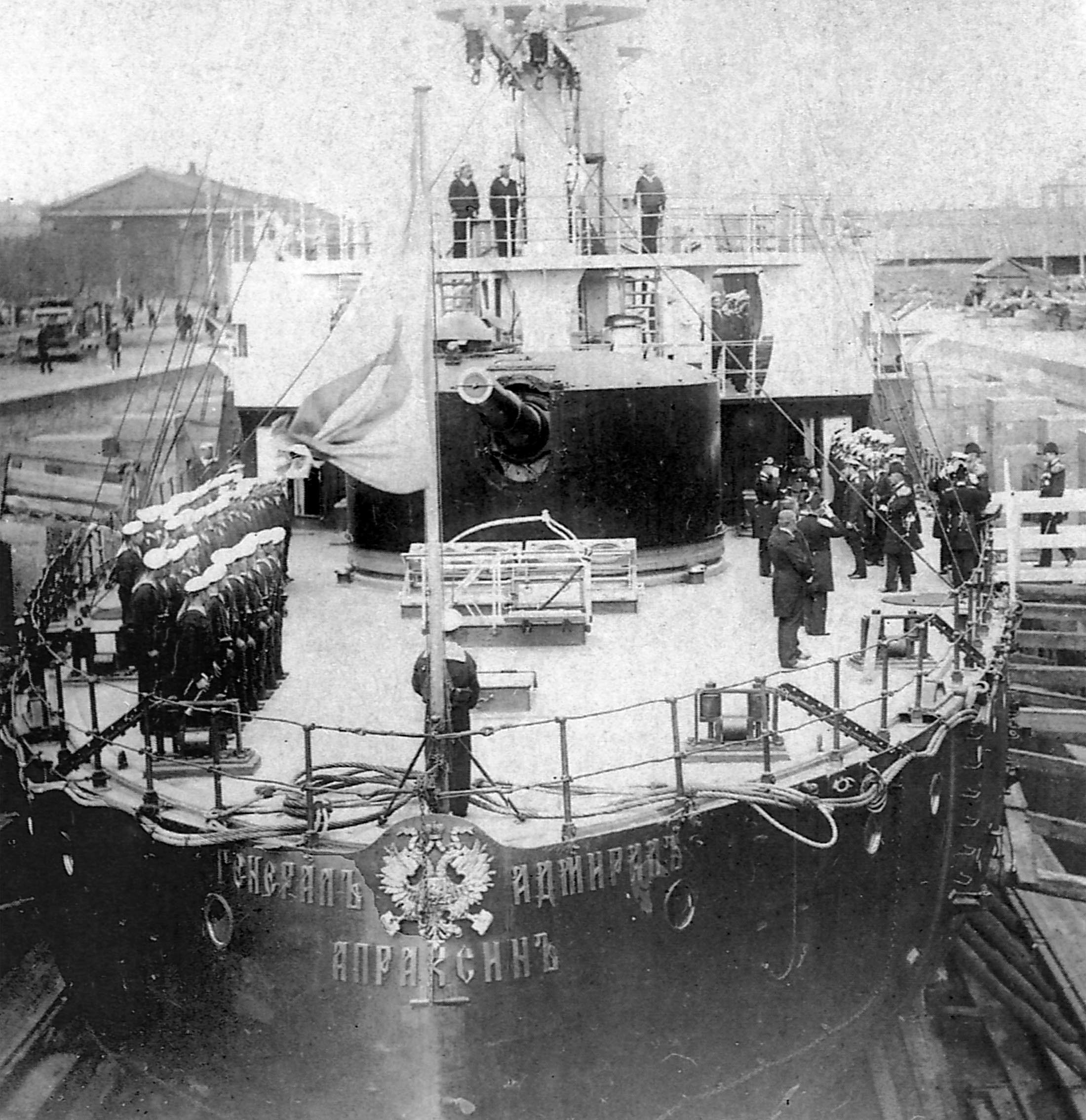
尼古拉二世参观船坞中的阿普拉克辛海军大将号，摄于1901年。图中可以看到254毫米炮塔。

1893年11月8日（俄历10月27日），本级第一艘（乌沙科夫海军上将号）下水，沙皇亚历山大三世及皇后玛丽亚·费奥多萝芙娜，以及海军部长齐哈乔夫，阿列克谢·亚历山德洛维奇大公、海军元帅，以及一批其他人员和外国宾客出席了下水仪式。1894年8月22日（俄历8月10日），虽然更早动工、但建造进度落后的2号舰（谢尼亚文海军上将号）下水。1893年12月，俄国方面决定建造第3艘同级舰，1894年10月24日（俄历10月12日）开始动工，1896年5月12日（俄历4月30日）下水。
1898年7月，乌沙科夫海军上将号和谢尼亚文海军上将号开始进入作战舰队服役。同年7、8月间，两舰开始进行训练。8月10日（俄历7月29日），乌沙科夫海军上将号与110号鱼雷艇发生碰撞，两舰损伤轻微。
1899年11月24日（俄历11月12日），阿普拉克辛海军大将号因为夜间航行天气恶劣触礁。俄国方面经过多方努力，才终于将阿普拉克辛海军大将号拯救出来。修理工作一直持续到1901年。
1900年，乌沙科夫海军上将号和谢尼亚文海军上将号转入波罗的海舰队训练和炮术分队。1902年，阿普拉克辛海军大将号也加入进来。
1904年，三舰都参加了第三太平洋舰队（与第二太平洋舰队会合后改称第三战列舰战队），向远东进发。1905年三舰都参加了对马海峡海战，其中乌沙科夫海军上将号遭受日军装甲巡洋舰围攻受重创沉没。另两舰则在压倒性的日本海军主力面前，无论航速还是射程均不及日舰，只能单方面被动挨打的情况下两舰向日本投降。

### 日本海军服役期间
日本海军接收谢尼亚文海军上将号和阿普拉克辛海军大将号后，分别改名为“见岛”和“冲岛”，编列为海防舰。其后两舰在日本海军二线部队中服役，参加了第一次世界大战，又先后进行改装成为潜艇母舰（潜艇补给船）、破冰船等杂役船。
冲岛（原阿普拉克辛海军大将号）1924年退役，1925年改作为纪念博物馆，系留状态下因为风浪而触礁损坏，其后拆解。见岛（原谢尼亚文海军上将号）则一直服役到1935年，1936年作为靶舰被击沉。